# 上海金星舞蹈团
上海金星舞蹈团，又名上海金星现代舞团，是中国首家私人现代舞团，由中国现代舞创始人，现代舞大师金星于1999年建立。金星担任舞蹈团艺术总监和编舞。
上海金星舞蹈团融合中西方文化，足迹遍布欧、美、亚等诸多国家和世界各地的著名艺术节、舞蹈节。  保留剧目有《海上探戈》（2000年），《卡尔米娜-布拉娜》（2000年），《从东到西》（2002年），《迷魅上海》（2005年） ，《最近和最远的》（2006年），《中国制造-游园惊梦》（2007年），以及《中国式交流》（2009年）。

## 舞团成员
- 韩斌
- 邓梦娜
- 塔力斯
- 代绍婷
- 刘鹤
- 谢欣
- 庞坤
- 孙主臻
- 刘旻姿
- 汪涛